# Mtarnagha
Mtarnagha  (in arabo امطرناغة‎?) è un centro abitato e comune rurale del Marocco situato nella provincia di Sefrou, regione di Fès-Meknès. Conta una popolazione di 4 554 abitanti (censimento 2014).